# Traitors Island
Traitors Island är en ö i Australien. Den ligger i delstaten Western Australia, omkring 430 kilometer nordväst om delstatshuvudstaden Perth.